# Memento mori
Memento mori er en latinsk vending: "Husk, at du skal dø". Den dækker en antik filosofisk tankegang, der senere blev til en genre i malerkunsten, som skulle minde tilskueren om alles dødelighed.

## Oprindelse og historie
Frasen stammer fra antikkens Sokrates og den græske filosofi. Senere blev ‘Memento mori’ populær blandt romerske filosoffer som udtrykket ‘carpe diem’, der betyder grib dagen (livet). De romerske stoikere er især blevet kendt for at anvende ihukommmelsen af døden som vigtig for livet.
Desuden blev frasen meget tidligt anvendt i kristendommen. Det var ikke mindst i kraft af kristendommen, at frasen blev populær i Romerriget.
Nogle mener, at frasen kan henføres til Roms hær: Efter en sejr fik generalen tilstedt en parade gennem Roms gader med hyldest fra folkemængden. Generalen stod i en vogn trukket af fire heste. Der fandtes ingen større ære eller udmærkelse. Men lige bag generalen stod en slave med en eneste opgave: at hviske ham i øret: "Se dig over skulderen. Husk, at du er dødelig. Husk, at du skal dø!" - som en påmindelse om, at selv verdens største general ikke er udødelig.  Den eneste kilde til den historie er dog Tertullian i det 2. århundrede. Moderne historikere har sået tvivl om, man faktisk brugte frasen i militæret. Det er sandsynligt, at vendingen hovedsageligt blev anvendt i filosofien og kristendommen, og at den ikke var almindelig i militæret.
‘Memento mori’ blev for alvor udbredt i renæssancen. Den blev ikke mindst anvendt i malerkunsten. Men den kendes også fra religiøse ordner og gravstene.

## Fodnoter
1. ↑  memento mori — Den Danske Ordbog
2. 1 2  "Memento Mori": The Reminder We All Desperately Need
3. ↑  Platon, Phaedo, 64a4.
4. 1 2  Memento mori - How religious orders remember death
5. ↑  Memento Mori - Final Farewell: The Culture of Death and the Afterlife Exhibition - Museum of Art and Archaeology-University of Missouri
6. ↑  History of Memento Mori
7. ↑  Mary Beard, The Roman Triumph, Harvard University Press, 2009, ISBN 0674032187, p. 85–92
8. ↑  Memento Mori | Encyclopedia.com

| Sprog | Spire Denne artikel om sprog er en spire som bør udbygges. Du er velkommen til at hjælpe Wikipedia ved at udvide den. |